# 格施文德巴赫河

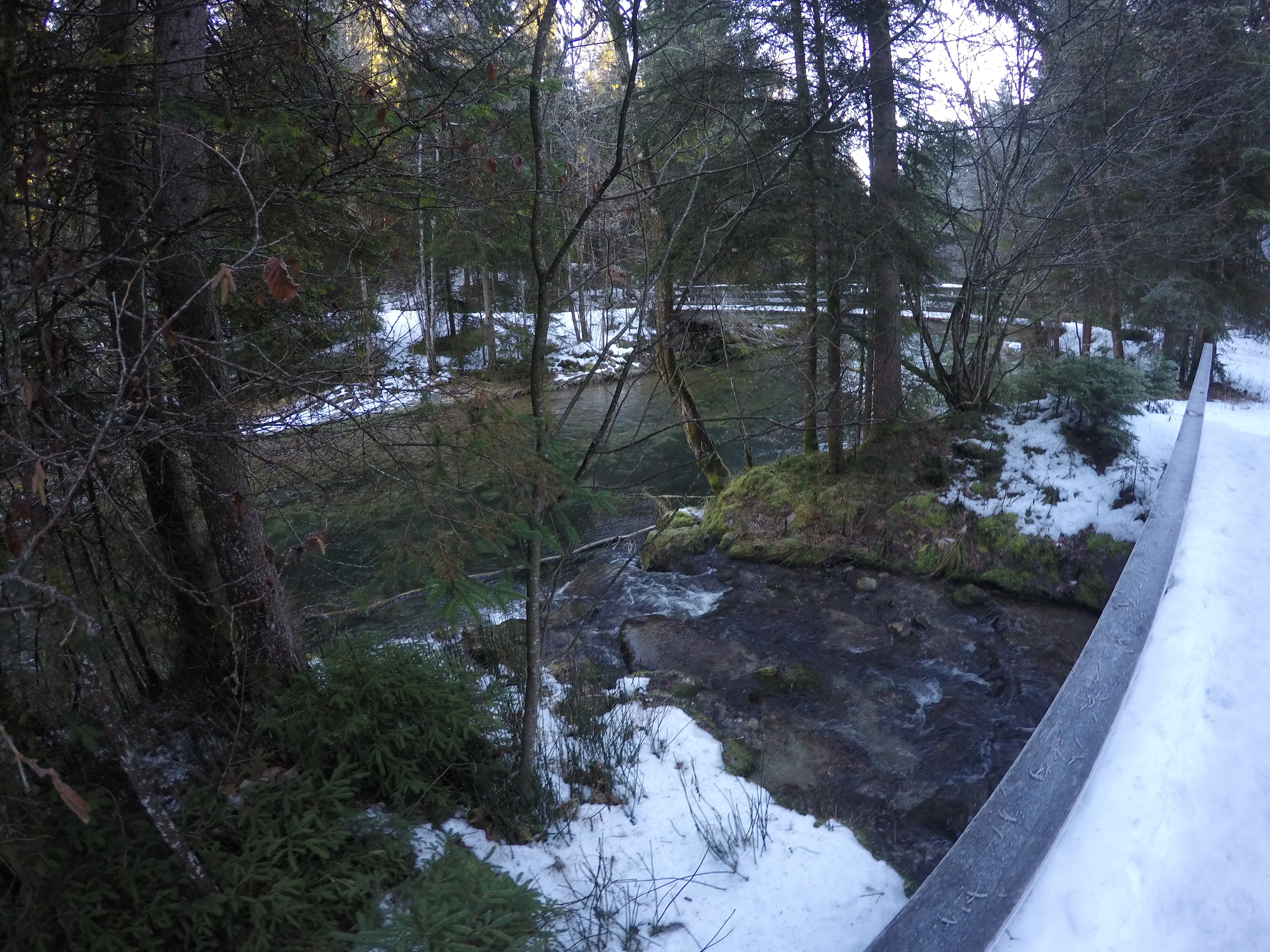

47°45′18″N 11°54′38″E / 47.75508°N 11.91050°E
格施文德巴赫河（德語：Gschwendner Bach），是德國的河流，位於該國東南部，由巴伐利亞負責管轄，屬於萊茨阿赫河的左支流，河道全長2.9公里，流經芒法爾山脈。